# Перепелиця Сергій Леонідович
Сергі́й Леоні́дович Перепели́ця (2 липня 1977 — 21 квітня 2018) — сержант Збройних сил України, учасник російсько-української війни.

## Життєпис
Народився 1977 року в селі Званівка (Бахмутський район, Донецька область); закінчив Бахмутський індустріальний технікум. Працював ковалем на Донецькій залізниці, в липні 2016 року обраний депутатом Званівської сільради.
30 січня 2017 року вступив на військову службу за контрактом, в березня 2017-го — сержант, головний сержант 2-ї штурмової роти 46-го ОБСП «Донбас-Україна». Воював на Світлодарській дузі, боронив Гладосове і Травневе (звідки родом його мати).
21 квітня 2018 року загинув вранці під час виїзду на бойове завдання внаслідок підриву машини ГАЗ-66 на міні поблизу села Травневе, ще один боєць зазнав бойової травми.
23 квітня 2018-го похований у Званівці; останній раз зустрічали Сергія на колінах, в сільській ОТГ оголошено триденну жалобу.
Без батька лишились двоє дітей — доросла донька і син. 

## Нагороди та вшанування
- указом Президента України № 239/2018 від 23 серпня 2018 року «за особисту мужність і самовіддані дії, виявлені у захисті державного суверенітету та територіальної цілісності України, зразкового виконання військового обов'язку» — нагороджений орденом «За мужність» III ступеня (посмертно)[1]